# Mișcarea de cercetași din România
Mișcarea de cercetași din România este compusă din mai multe asociații cu scopuri ușor diferite. Printre ele se numără:
- Organizația Națională Cercetașii României (ONCR)(Scout.ro), membră a Organizației Mondiale a Mișcării Cercetășești, fondată în 1990 și având peste 7.000 de membri la sfârșitul anului 2020;
- Asociația Cercetașilor Tradiționali din România (ACT-RO) înființată la 10 mai 2013 și membră a World Federation of Independent Scouts (WFIS);
- Asociația Scout Catolică Română (ASCRO), asociație catolică de cercetășie, fondată în anul 1991, afiliată la Conferința Internațională Catolică a Scoutismului (CICS) - International Catholic Conference of Scouting (ICCS);

- Asociația Ghidelor și Ghizilor din România (AGGR), membră a Asociației Mondiale a Ghidelor și Cercetașelor, fondată în 1990, cu 627 membri;
- Asociația Cercetașii Creștini Români - FSE, asociație greco-catolică de cercetășie, fondată în anul 1991, membră a Fédération du Scoutisme Européen (FSE);
- Asociația Cercetașii Români Uniți, asociație de cercetășie, fondată în anul 2007;
- Romániái Magyar Cserkészszövetség, organizație membră a Magyar Cserkészszövetség, organizația cercetașilor din Ungaria;
- O organizație română de cercetași membră a World Federation of Independent Scouts (WFIS);
- Girl Scouts of the USA în București.